# 1949-1950シーズンのNBA
1949-1950シーズンのNBAは、NBAの4回目のシーズンである。BAA（Basketball Association of America）がNBA（National Basketball Association）と改称してからは最初のシーズンである。シーズンは1949年10月29日に始まり、1950年4月23日に全日程が終了した。

## シーズン前

### NBAの誕生
1949年8月3日、BAAがNBL（National Basketball League）を吸収合併し、NBAが誕生する。
BAAとNBLはライバルの関係にあったが、チームや選手の質は1926年からの歴史を持つNBLの方が上だった。事実、1947-48シーズン、1948-49シーズンのBAAチャンピオンはいずれもNBLからBAAに移って1年目のチームだった。しかしアメリカ中西部の小規模な都市を基盤とするNBLに対し、東部の大都市を基盤とするBAAの方が優位に立つようになり、1948-49シーズンにはミネアポリス・レイカーズを始めとする4チームがNBLからBAAに移った。そして1949年にはリーグ同士の対立で増大する負担を避けるために話し合いが持たれ、両リーグが統合（実質的にはBAAによるNBLの吸収合併）することが決まった。
BAA・NBLの統合により、リーグは急速に膨れ上がる。既存のBAA12チームに加え、さらにNBLからアンダーソン・パッカーズ、デンバー・ナゲッツ（現存するチームと直接の関係はない）、シボイガン・レッドスキンズ、シラキュース・ナショナルズ（現フィラデルフィア・76ers）、トライシティーズ・ブラックホークス（現アトランタ・ホークス）、ウォータールー・ホークスの6チームが合流し、さらにインディアナポリス・オリンピアンズが新設された。一方でインディアナポリス・ジェッツとプロビデンス・スチームローラーズの2チームが解散し、最終的には17チームとなった。リーグは再編され、2デビジョン制から3でビジョン制となった。レギュラーシーズンの試合数は各チーム毎にバラつきがあり、68試合か64試合、あるいは62試合だった。各デビジョンから上位4チームがプレーオフに進出する。
リーグは一気にチーム数を増やし全米規模となったが、当時のリーグには17ものチームを抱えられるほどの人気はなく、翌シーズンには6チームが姿を消すことになる。

### ドラフト
ドラフトではハウィー・シャノンが全体1位指名を受けた。他にアレックス・グローザ、ディック・マグワイア、ラルフ・ベアード、レオ・バーンホースト、ジャック・コールマンらが指名を受ける。
またこの年、NBA初の地域ドラフト(Territorial picks)による指名も行われた。これはチームが1巡目指名を放棄する代わりに地元選手（本拠地より50マイル圏内）を獲得出来る制度であり、地元ファンを増やすことでリーグの人気の底上げを狙ったものであった。地域ドラフトは通常のドラフトよりも重要視されており、その名を歴史に刻むような多くの名選手が地域ドラフトによりNBA入りしている。この年に地域ドラフトで指名されたヴァーン・ミッケルセン、エド・マコーレー2名とも後に殿堂入りを果たした。 この制度は1966年まで存続した。

## シーズン

### イースタン・デビジョン
| チーム                         | 勝 | 負 | 勝率 | ゲーム差 |
| ------------------------------ | -- | -- | ---- | -------- |
| シラキュース・ナショナルズ     | 51 | 13 | .797 | -        |
| ニューヨーク・ニックス         | 40 | 28 | .588 | 13       |
| ワシントン・キャピトルズ       | 32 | 36 | .471 | 21       |
| フィラデルフィア・ウォリアーズ | 26 | 42 | .382 | 27       |
| ボルティモア・ブレッツ         | 25 | 43 | .368 | 28       |
| ボストン・セルティックス       | 22 | 46 | .324 | 31       |

### セントラル・デビジョン
| チーム                       | 勝 | 負 | 勝率 | ゲーム差 |
| ---------------------------- | -- | -- | ---- | -------- |
| ミネアポリス・レイカーズ     | 51 | 17 | .750 | -        |
| ロチェスター・ロイヤルズ     | 51 | 17 | .750 | -        |
| シカゴ・スタッグズ           | 40 | 28 | .588 | 11       |
| フォートウェイン・ピストンズ | 40 | 28 | .588 | 11       |
| セントルイス・ボンバーズ     | 26 | 42 | .382 | 25       |

### ウエスタン・デビジョン
| チーム                             | 勝 |    | 勝率 | ゲーム差 |
| ---------------------------------- | -- | -- | ---- | -------- |
| インディアナポリス・オリンピアンズ | 39 | 25 | .609 | -        |
| アンダーソン・パッカーズ           | 37 | 27 | .578 | 2        |
| トライシティーズ・ブラックホークス | 29 | 35 | .453 | 10       |
| シボイガン・レッドスキンズ         | 22 | 40 | .355 | 16       |
| ウォータールー・ホークス           | 19 | 43 | .306 | 19       |
| デンバー・ナゲッツ                 | 11 | 51 | .177 | 27       |

### スタッツリーダー
| 部門     | 選手                     | チーム                             | 記録  |
| -------- | ------------------------ | ---------------------------------- | ----- |
| 得点     | ジョージ・マイカン       | ミネアポリス・レイカーズ           | 1,865 |
| アシスト | ディック・マグワイア     | ニューヨーク・ニックス             | 386   |
| FG%      | アレックス・グローザ     | インディアナポリス・オリンピアンズ | 47.8  |
| FT%      | マックス・ザスロフスキー | シカゴ・スタッグズ                 | 84.3  |

※1969-70シーズン以前はアベレージよりも通算でスタッツリーダーが決められていた。

### 各賞
- All-BAA First Team
  - マックス・ザスロフスキー, シカゴ・スタッグズ
  - ボブ・デイヴィス, ロチェスター・ロイヤルズ
  - アレックス・グローザ, インディアナポリス・オリンピアンズ
  - ジョージ・マイカン, ミネアポリス・レイカーズ
  - ジム・ポラード, ミネアポリス・レイカーズ

### シーズン概要
- 得点王は2年連続でジョージ・マイカンが獲得。

## プレーオフ・ファイナル
17チーム3デビジョン制になったことで、プレーオフのトーナメント方式も大幅に変更された。まずデビジョン毎にレギュラーシーズンの勝率上位4チームでトーナメントを争う。勝ち上がった3チームのうち、レギュラーシーズンの勝率1位のチームがファイナルの一つ目の席を獲得し、残りの2チームが残る一つの席を争う。ファイナル以外は3戦2勝制で、ファイナルのみが7戦4勝制である。

### イースタン・デビジョン
|  | 準決勝 | 準決勝                         | 準決勝 |          |   | 決勝         | 決勝 | 決勝 |  |
|  |        |                                |        |          |   |              |      |      |  |
|  | 1      | シラキュース・ナショナルズ     | 2      |          |   |              |      |      |  |
|  | 1      | シラキュース・ナショナルズ     | 2      |          |   |              |      |      |  |
|  | 4      | フィラデルフィア・ウォリアーズ | 0      |          |   |              |      |      |  |
|  | 4      | フィラデルフィア・ウォリアーズ | 0      |          | 1 | ナショナルズ | 2    |      |  |
|  |        |                                |        |          | 1 | ナショナルズ | 2    |      |  |
|  |        |                                | 2      | ニックス | 1 |              |      |      |  |
|  | 2      | ニューヨーク・ニックス         | 2      | ニックス | 1 | 2            |      |      |  |
|  | 2      | ニューヨーク・ニックス         |        |          |   |              |      |      |  |
|  | 3      | ワシントン・キャピトルズ       | 0      |          |   |              |      |      |  |

### セントラル・デビジョン
|  | 準決勝 | 準決勝                       | 準決勝 |            |   | 決勝       | 決勝 | 決勝 |  |
|  |        |                              |        |            |   |            |      |      |  |
|  | 1      | ミネアポリス・レイカーズ     | 2      |            |   |            |      |      |  |
|  | 1      | ミネアポリス・レイカーズ     | 2      |            |   |            |      |      |  |
|  | 4      | シカゴ・スタッグズ           | 0      |            |   |            |      |      |  |
|  | 4      | シカゴ・スタッグズ           | 0      |            | 1 | レイカーズ | 2    |      |  |
|  |        |                              |        |            | 1 | レイカーズ | 2    |      |  |
|  |        |                              | 3      | ピストンズ | 0 |            |      |      |  |
|  | 2      | ロチェスター・ロイヤルズ     | 3      | ピストンズ | 0 | 0          |      |      |  |
|  | 2      | ロチェスター・ロイヤルズ     |        |            |   |            |      |      |  |
|  | 3      | フォートウェイン・ピストンズ | 2      |            |   |            |      |      |  |

### ウエスタン・デビジョン
|  | 準決勝 | 準決勝                             | 準決勝 |            |   | 決勝       | 決勝 | 決勝 |  |
|  |        |                                    |        |            |   |            |      |      |  |
|  | 1      | インディアナポリス・オリンピアンズ | 2      |            |   |            |      |      |  |
|  | 1      | インディアナポリス・オリンピアンズ | 2      |            |   |            |      |      |  |
|  | 4      | シボイガン・レッドスキンズ         | 1      |            |   |            |      |      |  |
|  | 4      | シボイガン・レッドスキンズ         | 1      |            | 1 | オリンピア | 1    |      |  |
|  |        |                                    |        |            | 1 | オリンピア | 1    |      |  |
|  |        |                                    | 2      | パッカーズ | 2 |            |      |      |  |
|  | 2      | アンダーソン・パッカーズ           | 2      | パッカーズ | 2 | 2          |      |      |  |
|  | 2      | アンダーソン・パッカーズ           |        |            |   |            |      |      |  |
|  | 3      | トライシティーズ・ブラックホークス | 1      |            |   |            |      |      |  |

### リーグ・ファイナル
|  | 準決勝 | 準決勝       | 準決勝       |            |   | ファイナル | ファイナル | ファイナル |  |
|  |        |              |              |            |   |            |            |            |  |
|  | 1      | ナショナルズ |              |            |   |            |            |            |  |
|  | 1      | ナショナルズ |              |            |   |            |            |            |  |
|  |        |              |              |            |   |            |            |            |  |
|  |        | 1            | ナショナルズ | 2          |   |            |            |            |  |
|  |        |              |              | 2          |   |            |            |            |  |
|  |        |              | 2            | レイカーズ | 4 |            |            |            |  |
|  | 2      | レイカーズ   | 2            | レイカーズ | 4 | 2          |            |            |  |
|  | 2      | レイカーズ   |              |            |   |            |            |            |  |
|  | 3      | パッカーズ   | 0            |            |   |            |            |            |  |

レイカーズがファイナルでナショナルズを降し、NBA初の連覇を達成した。NBAは長い歴史において圧倒的な力でリーグを支配する王朝と呼ばれるチームを輩出してきたが、ジョージ・マイカン率いるミネアポリス・レイカーズは、その初代と言える存在であり、圧倒的な支配力を誇るマイカンを筆頭に、ジム・ポラード、このシーズンから加わったヴァーン・ミッケルセンのトリオはしばしばNBA史上最高のフロントラインと評された。ナショナルズにはドルフ・シェイズ、アル・セルヴィ、ポール・シーモアら優秀な選手が揃っていたが、それでもマイカン擁するレイカーズの優位を覆すことは出来なかった。